# Дискография Эллы Фицджеральд
Дискография американской джазовой певицы Эллы Фицджеральд охватывает период её музыкальной карьеры с 1935 по 1989 год и состоит из 54 студийных альбомов, 23 концертных альбомов, 6 сборников, 7 совместных работ, 72 синглов и 4 трибьют-альбомов, записанных другими музыкантами.
Творчество Фицджеральд можно разделить на несколько этапов, по периодам сотрудничества с различными звукозаписывающими компаниями. С 1935 по 1955 год певица записывалась на лейбле Decca Records, и её первым синглом стала песня «I’ll Chase the Blues Away», записанная совместно с Чиком Уэббом и выпущенная на граммофонной пластинке в 78 оборотов в минуту. С развитием звукозаписи появилась возможность записывать грампластинки со скоростью 33⅓ оборота в минуту, это позволило Фицджеральд выпустить свой первый полноценный альбом в 1950 году — Ella Sings Gershwin.
1956 год ознаменовал собой начало долгого и плодотворного сотрудничества Фицджеральд и её менеджера Нормана Гранца. Специально для неё Гранц создал студию Verve Records, на которой впоследствии было записано 40 студийных и концертных альбомов Фицджеральд. Также в этот период Фицджеральд записала одни из своих самых известных работ — «songbooks» — сборники песен определённого композитора или поэта. Данный цикл песенников включает посвящения таким авторам, как Дюк Эллингтон, Ричард Роджерс и Лоренц Харт, Гарольд Арлен, Коул Портер, Ирвинг Берлин, Джером Керн, Джордж Гершвин и Айра Гершвин, Джонни Мёрсер.
С конца 1960-х годов Фицджеральд записывалась и на других крупных лейблах, включая Capitol Records и Reprise Records. В 1972 году Гранц основал Pablo Records, на этой студии были записаны все последующие альбомы Фицджеральд, включая последний — All That Jazz (1989).

## Студийные альбомы
| Год                                       | Описание | Максимальные позиции в чартах | Максимальные позиции в чартах | Максимальные позиции в чартах | Максимальные позиции в чартах | Максимальные позиции в чартах | Максимальные позиции в чартах | Максимальные позиции в чартах | Максимальные позиции в чартах | Максимальные позиции в чартах | Максимальные позиции в чартах | Максимальные позиции в чартах | Сертификации |
| Год                                       | Описание | US                            | Jazz                          | UK                            | ITA                           | SWE                           | AUS                           | GER                           | NZ                            | NOR                           | NL                            | SWI                           | Сертификации |
| ----------------------------------------- | --- | ----------------------------- | ----------------------------- | ----------------------------- | ----------------------------- | ----------------------------- | ----------------------------- | ----------------------------- | ----------------------------- | ----------------------------- | ----------------------------- | ----------------------------- | ------------ |
| 1950                                      | Ella Sings Gershwin - Выход: 1950 - Лейблы: Decca Records - Форматы: CD, LP                                                               | —                             | —                             | 13                            | —                             | —                             | —                             | —                             | —                             | —                             | —                             | —                             |              |
| 1954                                      | Songs in a Mellow Mood - Выход: 1954 - Лейблы: Decca Records - Форматы: CD, LP                                                            | —                             | —                             | —                             | —                             | —                             | —                             | —                             | —                             | —                             | —                             | —                             |              |
| 1954                                      | Lullabies of Birdland - Выход: 1954 - Лейблы: Decca Records - Форматы: CD, LP                                                             | —                             | —                             | —                             | —                             | —                             | —                             | —                             | —                             | —                             | —                             | —                             |              |
| 1955                                      | For Sentimental Reasons - Выход: 1955 - Лейблы: Decca Records - Форматы: CD, LP                                                           | —                             | —                             | —                             | —                             | —                             | —                             | —                             | —                             | —                             | —                             | —                             |              |
| 1955                                      | Miss Ella Fitzgerald & Mr Gordon Jenkins Invite You to Listen and Relax - Выход: 1955 - Лейблы: Decca Records - Форматы: CD, LP           | —                             | —                             | —                             | —                             | —                             | —                             | —                             | —                             | —                             | —                             | —                             |              |
| 1955                                      | Sweet and Hot - Выход: 1955 - Лейблы: Decca Records - Форматы: CD, LP                                                                     | —                             | —                             | —                             | —                             | —                             | —                             | —                             | —                             | —                             | —                             | —                             |              |
| 1956                                      | Ella Fitzgerald Sings the Cole Porter Songbook - Выход: 1956 - Лейблы: Verve Records - Форматы: CD, LP                                    | 15                            | —                             | —                             | —                             | —                             | —                             | —                             | —                             | —                             | —                             | —                             |              |
| 1956                                      | Ella and Louis (совместно с Луи Армстронгом) - Выход: 1956 - Лейблы: Verve Records - Форматы: CD, LP                                      | 12                            | —                             | —                             | —                             | —                             | —                             | —                             | —                             | —                             | —                             | —                             |              |
| 1956                                      | Ella Fitzgerald Sings the Rodgers & Hart Songbook - Выход: 1956 - Лейблы: Verve Records - Форматы: CD, LP                                 | 34                            | —                             | —                             | —                             | —                             | —                             | —                             | —                             | —                             | —                             | —                             |              |
| 1957                                      | Ella and Louis Again (совместно с Луи Армстронгом) - Выход: 1957 - Лейблы: Verve Records - Форматы: CD, LP                                | —                             | —                             | —                             | —                             | —                             | —                             | —                             | —                             | —                             | —                             | —                             |              |
| 1957                                      | Ella Fitzgerald Sings the Duke Ellington Songbook (совместно с Дюком Эллингтоном) - Выход: 1957 - Лейблы: Verve Records - Форматы: CD, LP | —                             | 34                            | —                             | —                             | —                             | —                             | —                             | —                             | —                             | —                             | —                             |              |
| 1957                                      | Like Someone in Love - Выход: 1957 - Лейблы: Verve Records - Форматы: CD, LP                                                              | —                             | —                             | —                             | —                             | —                             | —                             | —                             | —                             | —                             | —                             | —                             |              |
| 1957                                      | Porgy and Bess (совместно с Луи Армстронгом) - Выход: 1957 - Лейблы: Verve Records - Форматы: CD, LP                                      | —                             | —                             | —                             | —                             | —                             | —                             | —                             | —                             | —                             | —                             | —                             |              |
| 1958                                      | Ella Swings Lightly - Выход: 1958 - Лейблы: Verve Records - Форматы: CD, LP                                                               | —                             | —                             | —                             | —                             | —                             | —                             | —                             | —                             | —                             | —                             | —                             |              |
| 1958                                      | Ella Fitzgerald Sings the Irving Berlin Songbook - Выход: 1958 - Лейблы: Verve Records - Форматы: CD, LP                                  | —                             | —                             | 5                             | —                             | —                             | —                             | —                             | —                             | —                             | —                             | —                             |              |
| 1959                                      | Get Happy! - Выход: 1959 - Лейблы: Verve Records - Форматы: CD, LP                                                                        | —                             | —                             | —                             | —                             | —                             | —                             | —                             | —                             | —                             | —                             | —                             |              |
| 1959                                      | Ella Fitzgerald Sings Sweet Songs for Swingers - Выход: 1959 - Лейблы: Verve Records - Форматы: CD, LP                                    | —                             | —                             | —                             | —                             | —                             | —                             | —                             | —                             | —                             | —                             | —                             |              |
| 1959                                      | Ella Fitzgerald Sings the George and Ira Gershwin Songbook - Выход: 1959 - Лейблы: Verve Records - Форматы: CD, LP                        | 111                           | 45                            | —                             | —                             | —                             | —                             | —                             | —                             | —                             | —                             | —                             |              |
| 1960                                      | Ella Wishes You a Swinging Christmas - Выход: 1960 - Лейблы: Verve Records - Форматы: CD, LP                                              | —                             | —                             | —                             | —                             | —                             | —                             | —                             | —                             | —                             | —                             | —                             |              |
| 1960                                      | Hello, Love - Выход: 1960 - Лейблы: Verve Records - Форматы: CD, LP                                                                       | —                             | —                             | —                             | —                             | —                             | —                             | —                             | —                             | —                             | —                             | —                             |              |
| 1960                                      | Ella Fitzgerald Sings Songs from «Let No Man Write My Epitaph» - Выход: 1960 - Лейблы: Verve Records - Форматы: CD, LP                    | —                             | —                             | —                             | —                             | —                             | —                             | —                             | —                             | —                             | —                             | —                             |              |
| 1961                                      | Ella Fitzgerald Sings the Harold Arlen Songbook - Выход: 1961 - Лейблы: Verve Records - Форматы: CD, LP                                   | —                             | —                             | —                             | —                             | —                             | —                             | —                             | —                             | —                             | —                             | —                             |              |
| 1961                                      | Clap Hands, Here Comes Charlie! - Выход: 1961 - Лейблы: Verve Records - Форматы: CD, LP                                                   | —                             | —                             | —                             | —                             | —                             | —                             | —                             | —                             | —                             | —                             | —                             |              |
| 1962                                      | Rhythm Is My Business - Выход: 1962 - Лейблы: Verve Records - Форматы: CD, LP                                                             | —                             | —                             | —                             | —                             | —                             | —                             | —                             | —                             | —                             | —                             | —                             |              |
| 1962                                      | Ella Swings Brightly With Nelson - Выход: 1962 - Лейблы: Verve Records - Форматы: CD, LP                                                  | —                             | —                             | —                             | —                             | —                             | —                             | —                             | —                             | —                             | —                             | —                             |              |
| 1962                                      | Ella Swings Gently With Nelson - Выход: 1962 - Лейблы: Verve Records - Форматы: CD, LP                                                    | —                             | —                             | —                             | —                             | —                             | —                             | —                             | —                             | —                             | —                             | —                             |              |
| 1963                                      | Ella Sings Broadway - Выход: 1963 - Лейблы: Verve Records - Форматы: CD, LP                                                               | —                             | —                             | —                             | —                             | —                             | —                             | —                             | —                             | —                             | —                             | —                             |              |
| 1963                                      | Ella Fitzgerald Sings the Jerome Kern Songbook - Выход: 1963 - Лейблы: Verve Records - Форматы: CD, LP                                    | —                             | —                             | —                             | —                             | —                             | —                             | —                             | —                             | —                             | —                             | —                             |              |
| 1963                                      | Ella and Basie! - Выход: 1963 - Лейблы: Verve Records - Форматы: CD, LP                                                                   | —                             | —                             | —                             | —                             | —                             | —                             | —                             | —                             | —                             | —                             | —                             |              |
| 1963                                      | These Are the Blues - Выход: 1963 - Лейблы: Verve Records - Форматы: CD, LP                                                               | —                             | —                             | —                             | —                             | —                             | —                             | —                             | —                             | —                             | —                             | —                             |              |
| 1964                                      | Hello, Dolly! - Выход: 1964 - Лейблы: Verve Records - Форматы: CD, LP                                                                     | 146                           | —                             | —                             | —                             | —                             | —                             | —                             | —                             | —                             | —                             | —                             |              |
| 1964                                      | Ella Fitzgerald Sings the Johnny Mercer Songbook - Выход: 1964 - Лейблы: Verve Records - Форматы: CD, LP                                  | —                             | 14                            | —                             | —                             | —                             | —                             | —                             | —                             | —                             | —                             | —                             |              |
| 1965                                      | Ella at Duke’s Place - Выход: 1965 - Лейблы: Verve Records - Форматы: CD, LP                                                              | —                             | 21                            | —                             | —                             | —                             | —                             | —                             | —                             | —                             | —                             | —                             |              |
| 1967                                      | Whisper Not - Выход: 1967 - Лейблы: Verve Records - Форматы: CD, LP                                                                       | —                             | —                             | —                             | —                             | —                             | —                             | —                             | —                             | —                             | —                             | —                             |              |
| 1967                                      | Brighten the Corner - Выход: 1967 - Лейблы: Capitol Records - Форматы: CD, LP                                                             | 172                           | —                             | —                             | —                             | —                             | —                             | —                             | —                             | —                             | —                             | —                             |              |
| 1967                                      | Ella Fitzgerald’s Christmas - Выход: 1967 - Лейблы: Capitol Records - Форматы: CD, LP                                                     | 20                            | —                             | —                             | —                             | —                             | —                             | —                             | —                             | —                             | —                             | —                             |              |
| 1968                                      | 30 by Ella - Выход: 1968 - Лейблы: Capitol Records - Форматы: CD, LP                                                                      | —                             | —                             | —                             | —                             | —                             | —                             | —                             | —                             | —                             | —                             | —                             |              |
| 1968                                      | Misty Blue - Выход: 1968 - Лейблы: Capitol Records - Форматы: CD, LP                                                                      | —                             | —                             | —                             | —                             | —                             | —                             | —                             | —                             | —                             | —                             | —                             |              |
| 1969                                      | Ella - Выход: 1969 - Лейблы: Reprise Records - Форматы: CD, LP                                                                            | —                             | —                             | —                             | —                             | —                             | —                             | —                             | —                             | —                             | —                             | —                             |              |
| 1970                                      | Things Ain’t What They Used to Be (And You Better Believe It) - Выход: 1970 - Лейблы: Reprise Records - Форматы: CD, LP                   | —                             | —                             | —                             | —                             | —                             | —                             | —                             | —                             | —                             | —                             | —                             |              |
| 1972                                      | Ella Loves Cole - Выход: 12 июня 1972 - Лейблы: Reprise Records - Форматы: CD, LP                                                         | —                             | 17                            | —                             | —                             | —                             | —                             | —                             | —                             | —                             | —                             | —                             |              |
| 1973                                      | Take Love Easy - Выход: 1973 - Лейблы: Pablo Records - Форматы: CD, LP                                                                    | —                             | —                             | —                             | —                             | —                             | —                             | —                             | —                             | —                             | —                             | —                             |              |
| 1974                                      | Fine and Mellow - Выход: 1979 - Лейблы: Pablo Records - Форматы: CD, LP                                                                   | —                             | 41                            | —                             | —                             | —                             | —                             | —                             | —                             | —                             | —                             | —                             |              |
| 1975                                      | Ella and Oscar - Выход: 1975 - Лейблы: Pablo Records - Форматы: CD, LP                                                                    | —                             | —                             | —                             | —                             | —                             | —                             | —                             | —                             | —                             | —                             | —                             |              |
| 1976                                      | Fitzgerald and Pass… Again - Выход: 1976 - Лейблы: Pablo Records - Форматы: CD, LP                                                        | —                             | —                             | —                             | —                             | —                             | —                             | —                             | —                             | —                             | —                             | —                             |              |
| 1978                                      | Lady Time - Выход: 1978 - Лейблы: Pablo Records - Форматы: CD, LP                                                                         | —                             | 45                            | —                             | —                             | —                             | —                             | —                             | —                             | —                             | —                             | —                             |              |
| 1978                                      | Dream Dancing - Выход: 1978 - Лейблы: Pablo Records - Форматы: CD, LP                                                                     | —                             | —                             | —                             | —                             | —                             | —                             | —                             | —                             | —                             | —                             | —                             |              |
| 1979                                      | A Classy Pair - Выход: 15 февраля 1979 - Лейблы: Pablo Records - Форматы: CD, LP                                                          | —                             | 29                            | —                             | —                             | —                             | —                             | —                             | —                             | —                             | —                             | —                             |              |
| 1981                                      | Ella Abraça Jobim - Выход: 1981 - Лейблы: Pablo Records - Форматы: CD, LP                                                                 | —                             | —                             | —                             | —                             | —                             | —                             | —                             | —                             | —                             | —                             | —                             |              |
| 1982                                      | The Best Is Yet to Come - Выход: 1982 - Лейблы: Pablo Records - Форматы: CD, LP                                                           | —                             | —                             | —                             | —                             | —                             | —                             | —                             | —                             | —                             | —                             | —                             |              |
| 1983                                      | Speak Love - Выход: 1983 - Лейблы: Pablo Records - Форматы: CD, LP                                                                        | —                             | —                             | —                             | —                             | —                             | —                             | —                             | —                             | —                             | —                             | —                             |              |
| 1983                                      | Nice Work If You Can Get It - Выход: 23 мая 1983 - Лейблы: Pablo Records - Форматы: CD                                                    | —                             | —                             | —                             | —                             | —                             | —                             | —                             | —                             | —                             | —                             | —                             |              |
| 1986                                      | Easy Living - Выход: 1986 - Лейблы: Pablo Records - Форматы: CD                                                                           | —                             | —                             | —                             | —                             | —                             | —                             | —                             | —                             | —                             | —                             | —                             |              |
| 1989                                      | All That Jazz - Выход: 1989 - Лейблы: Pablo Records - Форматы: CD                                                                         | —                             | —                             | —                             | —                             | —                             | —                             | —                             | —                             | —                             | —                             | —                             |              |
| «—» ставится, если альбом не попал в чарт | |                               |                               |                               |                               |                               |                               |                               |                               |                               |                               |                               |              |

## Концертные альбомы
| Год                                       | Описание                                                                                                | Максимальные позиции в чартах | Максимальные позиции в чартах | Максимальные позиции в чартах | Максимальные позиции в чартах | Максимальные позиции в чартах | Максимальные позиции в чартах | Максимальные позиции в чартах | Максимальные позиции в чартах | Максимальные позиции в чартах | Максимальные позиции в чартах | Максимальные позиции в чартах | Сертификации |
| Год                                       | Описание                                                                                                | US                            | Jazz                          | UK                            | ITA                           | SWE                           | AUS                           | GER                           | NZ                            | NOR                           | NL                            | SWI                           | Сертификации |
| ----------------------------------------- | --- | ----------------------------- | ----------------------------- | ----------------------------- | ----------------------------- | ----------------------------- | ----------------------------- | ----------------------------- | ----------------------------- | ----------------------------- | ----------------------------- | ----------------------------- | ------------ |
| 1958                                      | At the Opera House - Выход: 1958 - Лейблы: Verve Records - Форматы: CD, LP                              | —                             | —                             | 16                            | —                             | —                             | —                             | —                             | —                             | —                             | —                             | —                             |              |
| 1958                                      | Ella Fitzgerald and Billie Holiday at Newport - Выход: 1958 - Лейблы: Verve Records - Форматы: CD, LP   | —                             | —                             | —                             | —                             | —                             | —                             | —                             | —                             | —                             | —                             | —                             |              |
| 1958                                      | Ella in Rome: The Birthday Concert - Выход: 1988 - Лейблы: Verve Records - Форматы: CD                  | —                             | —                             | —                             | —                             | —                             | —                             | —                             | —                             | —                             | —                             | —                             |              |
| 1958                                      | Ella Fitzgerald Live at Mister Kelly’s - Выход: 2007 - Лейблы: Verve Records - Форматы: CD, LP          | —                             | —                             | —                             | —                             | —                             | —                             | —                             | —                             | —                             | —                             | —                             |              |
| 1960                                      | Ella in Berlin: Mack the Knife - Выход: 1960 - Лейблы: Verve Records - Форматы: CD, LP                  | 45                            | —                             | —                             | —                             | —                             | —                             | —                             | —                             | —                             | —                             | —                             |              |
| 1961                                      | Ella in Hollywood - Выход: 1961 - Лейблы: Verve Records - Форматы: CD, LP                               | —                             | —                             | —                             | —                             | —                             | —                             | —                             | —                             | —                             | —                             | —                             |              |
| 1961                                      | Ella Returns to Berlin - Выход: 1991 - Лейблы: Verve Records - Форматы: CD, LP                          | —                             | —                             | —                             | —                             | —                             | —                             | —                             | —                             | —                             | —                             | —                             |              |
| 1962                                      | Twelve Nights in Hollywood - Выход: 10 ноября 2009 - Лейблы: Verve Records - Форматы: CD, LP            | 155                           | —                             | —                             | —                             | —                             | —                             | —                             | —                             | —                             | —                             | —                             |              |
| 1964                                      | Ella at Juan-Les-Pins - Выход: 1964 - Лейблы: Verve Records - Форматы: CD, LP                           | —                             | —                             | —                             | —                             | —                             | —                             | —                             | —                             | —                             | —                             | —                             |              |
| 1964                                      | Ella in Japan: ’S Wonderful - Выход: 2011 - Лейблы: Verve Records - Форматы: CD                         | —                             | —                             | —                             | —                             | —                             | —                             | —                             | —                             | —                             | —                             | —                             |              |
| 1965                                      | Ella in Hamburg - Выход: 1965 - Лейблы: Verve Records - Форматы: CD, LP                                 | —                             | —                             | —                             | —                             | —                             | —                             | —                             | —                             | —                             | —                             | —                             |              |
| 1966                                      | Ella and Duke at the Cote D’Azur - Выход: 1967 - Лейблы: Verve Records - Форматы: CD, LP                | —                             | —                             | —                             | —                             | —                             | —                             | —                             | —                             | —                             | —                             | —                             |              |
| 1966                                      | The Stockholm Concert, 1966 - Выход: 1984 - Лейблы: Pablo Records - Форматы: CD, LP                     | —                             | —                             | —                             | —                             | —                             | —                             | —                             | —                             | —                             | —                             | —                             |              |
| 1968                                      | Sunshine of Your Love - Выход: 1969 - Лейблы: Verve Records - Форматы: CD, LP                           | —                             | —                             | —                             | —                             | —                             | —                             | —                             | —                             | —                             | —                             | —                             |              |
| 1970                                      | Ella in Budapest, Hungary - Выход: 1999 - Лейблы: Pablo Records - Форматы: CD                           | —                             | —                             | —                             | —                             | —                             | —                             | —                             | —                             | —                             | —                             | —                             |              |
| 1971                                      | Ella à Nice - Выход: 1982 - Лейблы: Pablo Records - Форматы: CD, LP                                     | —                             | —                             | —                             | —                             | —                             | —                             | —                             | —                             | —                             | —                             | —                             |              |
| 1972                                      | Jazz at Santa Monica Civic ’72 - Выход: 1972 - Лейблы: Pablo Records - Форматы: CD, LP                  | —                             | —                             | —                             | —                             | —                             | —                             | —                             | —                             | —                             | —                             | —                             |              |
| 1973                                      | Newport Jazz Festival: Live at Carnegie Hall - Выход: 1973 - Лейблы: Columbia Records - Форматы: CD, LP | —                             | —                             | —                             | —                             | —                             | —                             | —                             | —                             | —                             | —                             | —                             |              |
| 1974                                      | Ella in London - Выход: 1974 - Лейблы: Pablo Records - Форматы: CD, LP                                  | —                             | —                             | —                             | —                             | —                             | —                             | —                             | —                             | —                             | —                             | —                             |              |
| 1975                                      | Montreux ’75 - Выход: 1975 - Лейблы: Pablo Records - Форматы: CD, LP                                    | —                             | —                             | —                             | —                             | —                             | —                             | —                             | —                             | —                             | —                             | —                             |              |
| 1977                                      | Montreux ’77 - Выход: 1977 - Лейблы: Pablo Records - Форматы: CD, LP                                    | —                             | —                             | —                             | —                             | —                             | —                             | —                             | —                             | —                             | —                             | —                             |              |
| 1979                                      | Digital III at Montreux - Выход: 1979 - Лейблы: Pablo Records - Форматы: CD, LP                         | —                             | —                             | —                             | —                             | —                             | —                             | —                             | —                             | —                             | —                             | —                             |              |
| 1979                                      | A Perfect Match - Выход: 1979 - Лейблы: Pablo Records - Форматы: CD, LP                                 |                               | —                             | —                             | —                             | —                             | —                             | —                             | —                             | —                             | —                             | —                             |              |
| 1983                                      | Sophisticated Lady - Выход: 19 июня 2001 - Лейблы: Pablo Records - Форматы: CD                          | —                             | —                             | —                             | —                             | —                             | —                             | —                             | —                             | —                             | —                             | —                             |              |
| «—» ставится, если альбом не попал в чарт | |                               |                               |                               |                               |                               |                               |                               |                               |                               |                               |                               |              |

## Сборники
| Год                                       | Описание | Максимальные позиции в чартах | Максимальные позиции в чартах | Максимальные позиции в чартах | Максимальные позиции в чартах | Максимальные позиции в чартах | Максимальные позиции в чартах | Максимальные позиции в чартах | Максимальные позиции в чартах | Максимальные позиции в чартах | Максимальные позиции в чартах | Максимальные позиции в чартах | Сертификации |
| Год                                       | Описание | US                            | Jazz                          | UK                            | ITA                           | SWE                           | AUS                           | GER                           | NZ                            | NOR                           | NL                            | SWI                           | Сертификации |
| ----------------------------------------- | --- | ----------------------------- | ----------------------------- | ----------------------------- | ----------------------------- | ----------------------------- | ----------------------------- | ----------------------------- | ----------------------------- | ----------------------------- | ----------------------------- | ----------------------------- | ------------ |
| 1994                                      | The Complete Ella Fitzgerald Song Books - Выход: 1994 - Лейблы: Verve Records - Форматы: CD                 | —                             | —                             | —                             | —                             | —                             | —                             | —                             | —                             | —                             | —                             | —                             |              |
| 1994                                      | Pure Ella - Выход: 1994 - Лейблы: MCA Records - Форматы: CD                                                 | —                             | —                             | —                             | —                             | —                             | —                             | —                             | —                             | —                             | —                             | —                             |              |
| 1997                                      | The Complete Ella Fitzgerald & Louis Armstrong on Verve - Выход: 1997 - Лейблы: Verve Records - Форматы: CD | —                             | —                             | —                             | —                             | —                             | —                             | —                             | —                             | —                             | —                             | —                             |              |
| 2003                                      | Jukebox Ella: The Complete Verve Singles - Выход: 2003 - Лейблы: Verve Records - Форматы: CD                | —                             | —                             | —                             | —                             | —                             | —                             | —                             | —                             | —                             | —                             | —                             |              |
| 2003                                      | Gold - Выход: 7 марта 2003 - Лейблы: Verve Records - Форматы: CD                                            | —                             | 15                            | —                             | 11                            | —                             | —                             | —                             | —                             | —                             | —                             | —                             | :Золотой     |
| «—» ставится, если альбом не попал в чарт | |                               |                               |                               |                               |                               |                               |                               |                               |                               |                               |                               |              |

## Совместные альбомы
| Год                                       | Описание | Максимальные позиции в чартах | Максимальные позиции в чартах | Максимальные позиции в чартах | Максимальные позиции в чартах | Максимальные позиции в чартах | Максимальные позиции в чартах | Максимальные позиции в чартах | Максимальные позиции в чартах | Максимальные позиции в чартах | Максимальные позиции в чартах | Максимальные позиции в чартах | Сертификации |
| Год                                       | Описание | US                            | Jazz                          | UK                            | ITA                           | SWE                           | AUS                           | GER                           | NZ                            | NOR                           | NL                            | SWI                           | Сертификации |
| ----------------------------------------- | --- | ----------------------------- | ----------------------------- | ----------------------------- | ----------------------------- | ----------------------------- | ----------------------------- | ----------------------------- | ----------------------------- | ----------------------------- | ----------------------------- | ----------------------------- | ------------ |
| 1953                                      | JATP In Tokyo - Live at the Nichigeki Theatre 1953’ - Выход: 1953 - Лейблы: Verve Records - Форматы: LP - Комментарий: В рамках совместного концерта c Jazz at the Philharmonic в Токио                                 | —                             | —                             | —                             | —                             | —                             | —                             | —                             | —                             | —                             | —                             | —                             |              |
| 1955                                      | Songs from Pete Kelly’s Blues - Выход: 1955 - Лейблы: Decca Records - Форматы: LP - Комментарий: Саундтрек к фильму, включающий песни в исполнении Пегги Ли и Эллы Фицджеральд                                          | —                             | —                             | —                             | —                             | —                             | —                             | —                             | —                             | —                             | —                             | —                             |              |
| 1956                                      | Jazz at the Hollywood Bowl - Выход: 1956 - Лейблы: Verve Records - Форматы: LP - Комментарий: В рамках совместного концерта c Jazz at the Philharmonic в Токио                                                          | —                             | —                             | —                             | —                             | —                             | —                             | —                             | —                             | —                             | —                             | —                             |              |
| 1957                                      | One O’Clock Jump - Выход: 1957 - Лейблы: Verve Records - Форматы: LP - Комментарий: Совместно с Каунтом Бэйси и Джо Уильямсом                                                                                           | —                             | —                             | —                             | —                             | —                             | —                             | —                             | —                             | —                             | —                             | —                             |              |
| 1957                                      | Classic Duets - Выход: 1957 - Лейблы: Verve Records - Форматы: LP - Комментарий: Совместно с Фрэнком Синатрой | —                             | —                             | —                             | —                             | —                             | —                             | —                             | —                             | —                             | —                             | —                             |              |
| 1983                                      | Jazz at the Philharmonic – Yoyogi National Stadium, Tokyo 1983: Return to Happiness - Выход: 1983 - Лейблы: Pablo Records - Форматы: CD - Комментарий: В рамках совместного концерта c Jazz at the Philharmonic в Токио | —                             | —                             | —                             | —                             | —                             | —                             | —                             | —                             | —                             | —                             | —                             |              |
| 1989                                      | Back on the Block - Выход: 1989 - Лейблы: Qwest Records - Форматы: CD - Комментарий: Совместно с Куинси Джонсом | —                             | —                             | —                             | —                             | —                             | —                             | —                             | —                             | —                             | —                             | —                             |              |
| «—» ставится, если альбом не попал в чарт | |                               |                               |                               |                               |                               |                               |                               |                               |                               |                               |                               |              |

## Посвящения
| Год                                       | Описание | Максимальные позиции в чартах | Максимальные позиции в чартах | Максимальные позиции в чартах | Максимальные позиции в чартах | Максимальные позиции в чартах | Максимальные позиции в чартах | Максимальные позиции в чартах | Максимальные позиции в чартах | Максимальные позиции в чартах | Максимальные позиции в чартах | Максимальные позиции в чартах | Сертификации |
| Год                                       | Описание | US                            | Jazz                          | UK                            | ITA                           | SWE                           | AUS                           | GER                           | NZ                            | NOR                           | NL                            | SWI                           | Сертификации |
| ----------------------------------------- | --- | ----------------------------- | ----------------------------- | ----------------------------- | ----------------------------- | ----------------------------- | ----------------------------- | ----------------------------- | ----------------------------- | ----------------------------- | ----------------------------- | ----------------------------- | ------------ |
| 1997                                      | Dear Ella - Исполнитель: Ди Ди Бриджуотер - Выход: 30 сентября 1997 - Лейблы: Verve Records - Форматы: CD                                                                                             | —                             | 5                             | —                             | —                             | —                             | —                             | —                             | —                             | —                             | —                             | —                             |              |
| 1998                                      | To Ella - Исполнитель: Одетта Холмс - Выход: 6 октября 1998 - Лейблы: Silverwolf - Форматы: CD | —                             | —                             | —                             | —                             | —                             | —                             | —                             | —                             | —                             | —                             | —                             |              |
| 2002                                      | For Ella - Исполнитель: Патти Остин - Выход: 21 мая 2002 - Лейблы: Concord Records - Форматы: CD | —                             | 7                             | —                             | —                             | —                             | —                             | —                             | —                             | —                             | —                             | —                             |              |
| 2007                                      | We All Love Ella: Celebrating the First Lady of Song - Исполнитель: Натали Коул, Чака Хан, Куин Латифа, Майкл Бубле, Стиви Уандер и другие - Выход: 6 июня 2007 - Лейблы: Verve Records - Форматы: CD | —                             | —                             | —                             | —                             | —                             | —                             | —                             | —                             | —                             | —                             | —                             |              |
| «—» ставится, если альбом не попал в чарт | |                               |                               |                               |                               |                               |                               |                               |                               |                               |                               |                               |              |

## Синглы
| 1936                                     | «All My Life» (с Тэдди Уилсоном)                                        | 13  | —  | —  | — | —  | — |
| 1936                                     | «Sing Me a Swing Song (and Let Me Dance)» (с Чиком Уэббом)              | 18  | —  | —  | — | —  | — |
| 1936                                     | «My Melancholy Baby» (с Тэдди Уилсоном)                                 | 6   | —  | —  | — | —  | — |
| 1936                                     | «(If You Can’t Sing It) You’ll Have To Swing It» (с Чиком Уэббом)       | 20  | —  | —  | — | —  | — |
| 1937                                     | «Goodnight My Love» (с Бенни Гудменом)                                  | 1   | —  | —  | — | —  | — |
| 1937                                     | «Dedicated to You» (с The Mills Brothers)                               | 19  | —  | —  | — | —  | — |
| 1937                                     | «Big Boy Blue» (с The Mills Brothers)                                   | 20  | —  | —  | — | —  | — |
| 1937                                     | «If You Ever Should Leave»                                              | 12  | —  | —  | — | —  | — |
| 1937                                     | «All Over Nothing At All»                                               | 20  | —  | —  | — | —  | — |
| 1938                                     | «Rock It For Me» (с Чиком Уэббом)                                       | 19  | —  | —  | — | —  | — |
| 1938                                     | «I Got a Guy» (с Чиком Уэббом)                                          | 18  | —  | —  | — | —  | — |
| 1938                                     | «A-Tisket, A-Tasket» (с Чиком Уэббом)                                   | 1   | —  | —  | — | —  | — |
| 1938                                     | «I Found My Yellow Basket» (с Чиком Уэббом)                             | 3   | —  | —  | — | —  | — |
| 1938                                     | «Wacky Dust» (с Чиком Уэббом)                                           | 13  | —  | —  | — | —  | — |
| 1938                                     | «MacPherson Is Rehearsin’ To Swing» (с Чиком Уэббом)                    | 14  | —  | —  | — | —  | — |
| 1938                                     | «F.D.R. Jones» (с Чиком Уэббом)                                         | 8   | —  | —  | — | —  | — |
| 1939                                     | «Undecided» (с Чиком Уэббом)                                            | 8   | —  | —  | — | —  | — |
| 1939                                     | «T’aint What You Do (It’s the Way That Cha Do It)» (с Чиком Уэббом)     | 19  | —  | —  | — | —  | — |
| 1939                                     | «Chew, Chew, Chew (Your Bubble Gum)» (с Чиком Уэббом)                   | 14  | —  | —  | — | —  | — |
| 1939                                     | «I Want the Waiter (With the Water)»                                    | 9   | —  | —  | — | —  | — |
| 1939                                     | «My Wubba Dolly»                                                        | 16  | —  | —  | — | —  | — |
| 1940                                     | «The Starlit Hour»                                                      | 17  | —  | —  | — | —  | — |
| 1940                                     | «Sing Song Swing»                                                       | 23  | —  | —  | — | —  | — |
| 1940                                     | «Imagination»                                                           | 15  | —  | —  | — | —  | — |
| 1940                                     | «Sugar Blues»                                                           | 27  | —  | —  | — | —  | — |
| 1940                                     | «Shake Down the Stars»                                                  | 18  | —  | —  | — | —  | — |
| 1940                                     | «Five O’Clock Whistle»                                                  | 9   | —  | —  | — | —  | — |
| 1941                                     | «Louisville K.Y.»                                                       | 23  | —  | —  | — | —  | — |
| 1941                                     | «Hello Ma! I Done It Again»                                             | 26  | —  | —  | — | —  | — |
| 1941                                     | «The Muffin Man»                                                        | 23  | —  | —  | — | —  | — |
| 1943                                     | «My Heart and I Decided» (с The Keys)                                   | —   | —  | —  | 6 | —  | — |
| 1944                                     | «Cow-Cow Boogie» (с The Ink Spots)                                      | 10  | —  | —  | 1 | —  | — |
| 1944                                     | «When My Sugar Walks Down the Street»                                   | 27  | —  | —  | — | —  | 2 |
| 1944                                     | «Once Too Often»                                                        | 24  | —  | —  | — | —  | — |
| 1944                                     | «I’m Making Believe» (с The Ink Spots)                                  | 1   | —  | —  | 2 | —  | — |
| 1944                                     | «Into Each Life Some Rain Must Fall» (с The Ink Spots)                  | 1   | —  | —  | 1 | —  | — |
| 1945                                     | «And Her Tears Flowed Like Wine»                                        | 10  | —  | —  | — | —  | — |
| 1945                                     | «I’m Beginning To See the Light» (с The Ink Spots)                      | 5   | —  | —  | — | —  | — |
| 1945                                     | «It’s Only a Paper Moon»                                                | 9   | —  | —  | 4 | —  | — |
| 1946                                     | «The Frim Fram Sauce» (с Луи Армстронгом)                               | —   | —  | —  | 4 | —  | — |
| 1946                                     | «You Won’t Be Satisfied (Until You Break My Heart)» (с Луи Армстронгом) | 10  | —  | —  | — | —  | — |
| 1946                                     | «Stone Cold Dead In the Market (He Had It Coming)» (с Луи Джордоном)    | 7   | —  | —  | 1 | —  | — |
| 1946                                     | «Petootie Pie» (с Луи Джордоном)                                        | —   | —  | —  | 3 | —  | — |
| 1946                                     | «(I Love You) For Sentimental Reasons»                                  | 8   | —  | —  | — | —  | — |
| 1947                                     | «That’s My Desire»                                                      | 3   | —  | —  | — | —  | — |
| 1947                                     | «Guilty»                                                                | 11  | —  | —  | — | —  | — |
| 1948                                     | «My Happiness»                                                          | 6   | —  | —  | 8 | —  | — |
| 1948                                     | «Tea Leaves»                                                            | 24  | —  | —  | — | —  | — |
| 1948                                     | «It’s Too Soon To Know»                                                 | —   | —  | —  | 6 | —  | — |
| 1949                                     | «Baby, It’s Cold Outside» (с Луи Джордоном)                             | 9   | —  | —  | 6 | —  | — |
| 1950                                     | «Can Anyone Explain (No, No, No)» (с Луи Армстронгом)                   | 30  | —  | —  | — | —  | — |
| 1950                                     | «I’ll Never Be Free» (с Луи Джордоном)                                  | —   | —  | —  | 7 | —  | — |
| 1951                                     | «Smooth Sailing»                                                        | 23  | —  | —  | 3 | —  | — |
| 1952                                     | «Trying»                                                                | 21  | —  | —  | — | —  | — |
| 1952                                     | «Walkin’ By the River»                                                  | 29  | —  | —  | — | —  | — |
| 1953                                     | «Crying In the Chapel»                                                  | 15  | —  | —  | — | —  | — |
| 1954                                     | «Melancholy Me»                                                         | 25  | —  | —  | — | —  | — |
| 1954                                     | «I Need»                                                                | 30  | —  | —  | — | —  | — |
| 1956                                     | «A Beautiful Friendship»                                                | 74  | —  | —  | — | —  | — |
| 1958                                     | «The Swinging Shepherd Blues»                                           | —   | —  | 15 | — | —  | — |
| 1959                                     | «But Not for Me»                                                        | —   | —  | 25 | — | —  | — |
| 1960                                     | «Mack the Knife»                                                        | 27  | —  | 19 | 6 | —  | — |
| 1960                                     | «How High the Moon (Part 1)»                                            | 76  | —  | 46 | — | —  | — |
| 1961                                     | «Mr. Paganini (You’ll Have to Swing It)»                                | 103 | 20 | —  | — | —  | — |
| 1962                                     | «Desafinado (Slightly Out of Tune)»                                     | 102 | —  | 38 | — | —  | — |
| 1962                                     | «Stardust Bossa Nova»                                                   | 129 | —  | —  | — | —  | — |
| 1963                                     | «Bill Bailey, Won’t You Please Come Home»                               | 75  | —  | —  | — | —  | — |
| 1964                                     | «Hello, Dolly!»                                                         | 125 | —  | —  | — | —  | — |
| 1964                                     | «Can't Buy Me Love»                                                     | —   | —  | 34 | — | 24 | — |
| 1965                                     | «Ringo Beat»                                                            | 127 | —  | —  | — | —  | — |
| 1968                                     | «I Taught Him Everything He Knows»                                      | —   | 22 | —  | — | —  | — |
| 1969                                     | «Get Ready»                                                             | 126 | —  | —  | — | —  | — |
| 1989                                     | «Summertime»                                                            | —   | —  | 82 | — | —  | — |
| «—» ставится, если сингл не попал в чарт |                                                                         |     |    |    |   |    |   |